# Сердце на ладони (роман)
Сердце на ладони (бел. Сэрца на далоні) — роман белорусского писателя Ивана Шамякина, написанный между 1960 и 1963 годами. Публиковался в журнале «Полымя».
В 1964 году вышел отдельной книгой. За это произведение в 1967 году автор получил литературную премию имени Якуба Коласа.

## Сюжет
В центре сюжета романа два семейства — хирурга по имени Антон Ярош и журналиста Кирилла Шиковича. Оба они участвовали в подпольной деятельности во время Великой Отечественной войны. После окончания военных действий у журналиста возникает желание рассказать настоящую правду о деятельности подпольных организаций, однако его друг Антон Ярош не поддерживает своего товарища, что становится причиной некоторого недопонимания.
С помощью изменения мнения о подпольщиках журналист хочет восстановить репутацию своего бывшего начальника Степана Савича, который стал жертвой плохого мнения. Его несколько лет считали предателем. Хирург против деятельности Кирилла, поскольку его пугает возможная месть со стороны носителей иной версии происходившего. Но Кирилл настаивает на своем.
Стараниями журналиста история принимает своё истинное обличие, вследствие чего мнение граждан о деятельности подпольных организаций меняется. Справедливость смогла восторжествовать, что происходит в конце произведения.

## Прототипы
Прототипом одного из главного героев романа, доктора Савича, стал Евгений Клумов, акушер-гинеколог, Герой Советского Союза, кандидат медицинских наук, профессор, участник минского подполья.
Считается, что образ Зоси Савич — это обобщенный образ всего белорусского народа. Эта женщина прошла через нацистский плен и депортацию по ложному доносу, но всё же сохранила человечность, доброту и веру в народ. Судьба этой женщины — судьба людей, переживших войну и сталинские репрессии.